# Erik Edman
Erik Kenneth Edman (ur. 11 listopada 1978 w Huskvarnie) – szwedzki piłkarz występujący na pozycji obrońcy. Żonaty z Hanną Kjellsson, ma syna Eliasa (ur. we wrześniu 2005) oraz córkę Norę (ur. w maju 2008).

## Sukcesy
- Udział w Mistrzostwach Świata: 2002, 2006
- Udział w Mistrzostwach Europy: 2004
- obrońca roku w Szwecji: 2004